# 河東純一
河東純一（日语：／ Katō Junichi；1946年—），號峰城，來自日本茨城縣，內閣府職員、书法家。曾任總理府大臣官房人事課辭令專門官，後任內閣府大臣官房人事課辭令專門官等職，負責書寫官記、位記、辭令書等。内阁官房长官小淵惠三所公佈新年号「平成」的字樣即由其書寫。大東文化大學標誌等也出自其手。

## 經歷

### 學習
生長於茨城縣。就讀大東文化大學第一高等學校時，立志成為書法家，每晚習字用去近一百張紙。高中畢業後進入大東文化大學文學部中國文學科學習，並於1969年畢業。學生時代受到大東文化大學教員永井曉舟、松井如流等人薰陶。

### 為官

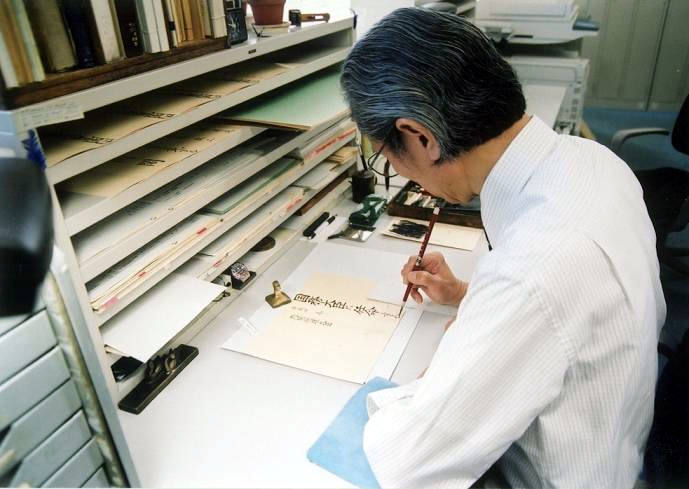
謄寫國務大臣官記

1974年12月起，供職於總理府（中央省廳再編後為內閣府）大臣官房人事課，一直擔任辭令人員。自1980年前任退休以來接任辭令專門管（為親任官、證明官寫官記等的職務）。至退休為止的30多年中，書寫了超過20萬張官記、位記、辭令書。1989年（昭和64年）1月7日改元之際的總理大臣官邸記者會場上，內閣官房長官小淵惠三所公佈「平成」的字樣即由其書寫。
2005年獲第18屆人事院總裁賞個人部門獎，作為至此業績的表彰。人事院總裁賞甄選委員會審議時，收到了河東純一所書的辭令書樣本，過目後全員感嘆，一致決定通過推薦。獲人事院總裁賞時，拜見了明仁天皇、美智子皇后。河東純一本人表示對突然頒發的獎項感到困惑，因為他直到獲獎才知道有該獎。

### 退休後
2007年3月31日退休。退休後在埼玉縣主持書法課堂。其書法仍用於各種情形，如總理大臣官邸贈給外賓的包袱布就有其書法。除政府機關外，其書法還用作母校大東文化大學的標誌。

## 人物
「平成」題字

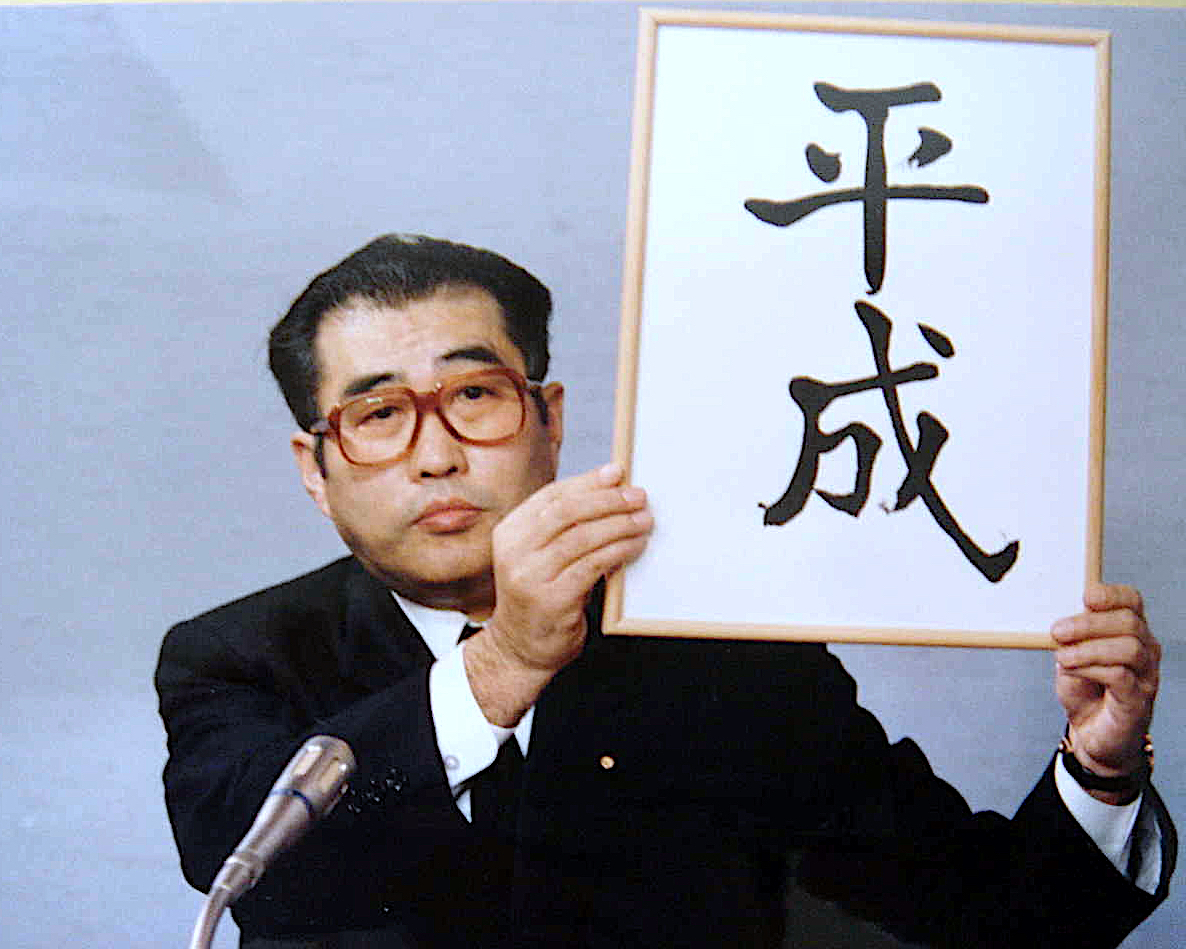
1989年1月7日公佈河東純一書法的內閣官房長官小淵惠三

1989年1月7日，內閣官房長官小淵惠三所公佈新年號「平成」的字樣由其書寫，但河東純一看到公佈影像時，表示「看到展覽會場上自己的字很尷尬，無法站著不動」。對於「平成」字樣，他覺得「42歲時的字。就那樣吧」。
小淵惠三
河東純一應小淵惠三之妻小淵千鶴子之邀，於2019年3月31日初次為惠三掃墓。一同掃墓的還有惠三的長女小淵曉子、內閣官房長官秘書官石附弘等人，不僅去了惠三墓所在的林昌寺，還去了惠三銅像所在的雙子廣場。

## 外部連結
- 人事院官網介紹 （页面存档备份，存于）